# تايلور أنتريم
تايلور أنتريم (بالإنجليزية: Taylor Antrim)‏ (1974)؛ روائي أمريكي. درس في جامعة ستانفورد.

## روابط خارجية
- تايلور أنتريم على موقع روتن توميتوز (الإنجليزية)